# Ryan Nyambe
Ryan Simasiku Nyambe (* 4. Dezember 1997 in Katima Mulilo) ist ein namibisch-englischer Fußballspieler. Er spielt auf der Position des Außenverteidigers und ist seit Juni 2019  namibischer Nationalspieler.

## Karriere

### Verein
Ryan Nyambe wuchs in seiner Geburtsstadt Katima Mulilo in Namibia auf, bevor er im Alter von neun Jahren mit seiner Familie nach England zog. Nachdem er zuvor für die Jugend der Blackburn Rovers gespielt hatte, debütierte Ryan Nyambe am 11. August 2015 im League Cup gegen Shrewsbury Town für die erste Mannschaft. Erst in der darauffolgenden Saison 2016/17 bestritt er sein erstes Spiel in der EFL Championship, als er am 19. November 2016 beim 3:2-Heimsieg gegen den FC Brentford eingewechselt wurde. In der Rückrunde etablierte sich Nyambe in der Startformation der Rovers. Mit seinem Verein musste er jedoch den Abstieg in die drittklassige EFL League One hinnehmen. In der Saison 2017/18 schaffte er mit Blackburn de 2. Ligaplatz und somit den sofortigen Wiederaufstieg in die Championship. In der Saison 2018/19 bestritt er 29 Ligaeinsätze für die Rovers. Nach sieben Jahren bei den Rovers unterschrieb Nyambe Mitte 2022 einen Vertrag bei Wigan Athletic. Im September 2023 unterschrieb er bei Derby County.

### Nationalmannschaft
Im März 2019 teilte Nyambe mit, dass er nicht für die englische Auswahl, sondern für die namibische Fußballnationalmannschaft auflaufen möchte. Sein Ersteinsatz war ursprünglich nach August 2019 vorgesehen, da er bis dahin eine Verletzung auskurieren wollte. Sein Debüt gab er letztendlich am 9. Juni 2019 beim 1:0-Sieg im Freundschaftsspiel gegen Ghana. Er gehörte auch zum Aufgebot des südwestafrikanischen Staates beim Afrika-Cup 2019 und absolvierte dort alle drei Gruppenspiele, die alle verloren gingen.

## Erfolge
Blackburn Rovers 
- EFL League One: 2017/18